# 26503 Avicramer
26503 Avicramer è un asteroide della fascia principale. Scoperto nel 2000, presenta un'orbita caratterizzata da un semiasse maggiore pari a 2,3109822 UA e da un'eccentricità di 0,1670702, inclinata di 9,00146° rispetto all'eclittica.